# Lana Clelland
Lana Clelland (født 26. januar 1993) er en skotsk professionel fodboldspiller, der spiller for Fiorentina i den italienske Serie A og for Skotland. Hun har tidligere spillet for bl.a. Spartans W.F.C. og ASD Pink Bari.